# سحلية دودية صغيرة الرأس
سحلية دودية صغيرة الرأس (الاسم العلمي: Amphisbaena microcephalum) هي نوع من الزواحف تتبع جنس السحلية الدودية من فصيلة السحالي الدودية.